# Горько! (фильм, 1998)
«Го́рько!» — российский художественный комедийный фильм 1998 года. Режиссёры — Юрий Мамин и Аркадий Тигай.

## Сюжет
Жених ждёт невесту на церемонию во дворец бракосочетания. Все родственники и гости в сборе, но невесты нет: она задерживается, потому что сидит у стилиста, который наряжает её для торжества. А пока невесты нет, все гости мужского пола по очереди пугают жениха, рассказывая ему страшные истории из семейной жизни.
В результате, когда появляется невеста, жених сбегает. Невесту это тоже не устраивает и она со скандалом уходит.
Свадьба всё же состоялась между бабушкой невесты и дедушкой жениха.

## В ролях
- Светлана Немоляева — Ирина, бабушка невесты
- Кирилл Лавров — Семён Михайлович, дедушка жениха
- Светлана Соловьёва — Люся, невеста/воздушная гимнастка Цыганова
- Андрей Зибров — Егор, жених Люси, военный/датский принц/воздушный гимнаст Цыганов
- Александр Половцев — жених Сергей Ряднов
- Михаил Пореченков — жених Боря, спортсмен
- Денис Синявский — жених, пострадавший в подъезде
- Блэз Пака — темнокожий жених
- Исаак Бойте — темнокожий жених
- Евгений Фрадкин — жених
- Яков Петров — застенчивый жених Игорь, электрик
- Ирина Куськова — невеста
- Мария Мещерякова — невеста Лиза в очках (1963 год)
- Мария Казийаке — темнокожая невеста Мгвама
- Елена Жирова — Катя, невеста темнокожего
- Ирина Ракшина — невеста Валя, тренер и жена спортсмена Бори
- Ирина Сотикова — пани Ядзя, невеста-полька
- Марина Бойцова — невеста Сергея Ряднова
- Вероника Дмитриева — невеста застенчивого Игоря

## Съёмочная группа
- Авторы сценария: Аркадий Тигай, Юрий Мамин, Владимир Вардунас
- Режиссёры: Юрий Мамин, Аркадий Тигай
- Оператор: Владимир Брыляков
- Художник: Наталья Кочергина
- Композиторы: Юрий Мамин, Алексей Заливалов